# José Miguel Granadino
José Miguel Granadino León (Santa Ana, 28 settembre 1988) è un calciatore salvadoregno, difensore del Deportivo FAS.

## Carriera

### Club
Ha sempre giocato in squadre della propria Nazione.

### Nazionale
Ha debuttato in Nazionale nel 2013.